# Concerto pour violoncelle no 1 de Jolivet
Pour les articles homonymes, voir Concerto pour violoncelle (homonymie).
Le Concerto no 1 pour violoncelle et orchestre est un concerto d'André Jolivet. Composé en 1962, il fut créé le 20 novembre 1962 au Théâtre des Champs-Élysées par l'Orchestre national de France avec André Navarra au violoncelle.

## Présentation
Le Concerto est créé le 20 novembre 1962 à Paris, au Théâtre des Champs-Élysées, par le violoncelliste André Navarra accompagné de l'Orchestre national de France.
L’œuvre, d'une durée moyenne d'exécution de vingt-trois minutes environ, est composée de trois mouvements :
1. Méditatif ;
2. Hiératique ;
3. Cursif.

## Enregistrements
- André Navarra (violoncelle), Orchestre de l'Association des Concerts Lamoureux, André Jolivet (direction). Février 1964 - Erato Disques
- André Navarra (violoncelle), Orchestre national de l'ORTF, André Jolivet (direction). 19 avril 1966 (live) - Disques du Solstice, 1992